# Ivo Perilli
Ivo Perilli (* 10. April 1902 in Rom; † 24. November 1994 ebenda) war ein italienischer Drehbuchautor und Regisseur.

## Leben
Nach dem Besuch eines Technischen Institutes und einem Abschluss in Architektur arbeitete Perilli für die Theaterkompagnien Podrecca und Picasso und betätigte sich auch als Plakatmaler. 1931 kam er, der während Stummfilmzeiten kurzzeitig im Bereich der Filmproduktion beschäftigt war, als Regieassistent und Ausstatter durch Mario Camerini, mit dem er zeit seines Lebens professionell verbunden blieb, wieder zum Film, wo er 1933 als Regisseur mit Ragazzo debütierte. Sein Debütfilm gilt als verloren; der erste mit Elementen des Neorealismus arbeitende Stoff wurde von Mussolinis Partei zunächst bis auf ein beim Centro Sperimentale di Cinematografia verbliebenen Exemplar, vernichtet. Auch dieses letzte wurde später durch die deutschen Besatzer zerstört. Erst in den 1940er Jahren sollte er zwei weitere Filme inszenieren. Ab 1935 war er als fleißiger Drehbuchautor aktiv; in dieser Funktion schrieb er an zahlreichen Filmen bis in die 1970er Jahre mit. Perilli war auch für den Hörfunk und später die RAI tätig.

## Filmografie (Auswahl)
Drehbuch
- 1935: Passaporto rosso
- 1941: Die Verlobten (I promessi sposi)
- 1947: Aufstand in Sibirien (La figlia del capitano)
- 1949: Bitterer Reis (Riso amaro)
- 1949: Der Wolf der Silaberge (Il lupo della Sila)
- 1951: Anna (Anna)
- 1951: Undankbares Herz (Core 'ngrato)
- 1952: Europa 51 (Europa '51)
- 1952: Ewige Melodie (Melodie immortali)
- 1952: Mädchenhandel (La tratta delle bianche)
- 1952: Warum hast du mich betroge? (Inganno)
- 1953: Die Blinde von Sorrent (La cieca di Sorrento)
- 1953: Frine, Sklavin der Liebe (Frine, cortigiana d’Oriente)
- 1953: Untreue (Le infedeli)
- 1954: Die Fahrten des Odysseus (Ulisse)
- 1954: Mambo (Mambo)
- 1955: Abenteuer der vier Musketiere (I cavalieri della regina)
- 1955: Eine Frau für schwache Stunden (La bella mugnaia)
- 1955: Wiedersehen auf Capri (Un po' di cielo)
- 1956: Krieg und Frieden (War and Peace)
- 1958: Sturm im Osten (La tempesta)
- 1960: Jovanka und die anderen (Jovanka e le altre)
- 1962: Paradies für Männer (Il paradiso dell'uomo)
- 1962: Pontius Pilatus – der Statthalter des Grauens (Ponzio Pilato)
- 1966: Die Bibel (La bibbia)
- 1974: Wie tief bin ich gesunken (Mio Dio, come sono caduta in basso!)

Regie und Drehbuch
- 1933: Ragazzo
- 1943: La primadonna